# Perenniporia amazonica
Perenniporia amazonica är en svampart som beskrevs av De Jesus & Ryvarden 2010. Perenniporia amazonica ingår i släktet Perenniporia och familjen Polyporaceae.   Inga underarter finns listade i Catalogue of Life.